# Aliou Coly
Aliou Coly (Bila, Senegal, 10 de diciembre de 1992) es un futbolista senegalés. Juega de defensor y su equipo actual es el Kristiansund BK de la Tippeligaen.

## Selección
- Ha sido internacional con la Selección Sub-23 en 1 ocasión.

## Clubes
| Club            | País    | Año           | PJ | Goles |
| --------------- | ------- | ------------- | -- | ----- |
| Casa Sports     | Senegal | 2011-2013     |    |       |
| Molde FK        | Noruega | 2013          | 8  | 0     |
| Kristiansund BK | Noruega | 2014-presente | 97 | 5     |